# Arthrodochium candidum
Arthrodochium candidum är en svampart som beskrevs av R.F. Castañeda & W.B. Kendr. 1990. Arthrodochium candidum ingår i släktet Arthrodochium, klassen Agaricomycetes, divisionen basidiesvampar och riket svampar.   Inga underarter finns listade i Catalogue of Life.